# Joegoslavië op het Eurovisiesongfestival 1982
Joegoslavië nam deel aan het  Eurovisiesongfestival 1982, gehouden  in Harrogate, Verenigd Koninkrijk. Het was de 18de deelname van Joegoslavië aan het festival. De nationale omroep JRT was verantwoordelijk voor de Joegoslavische bijdrage van 1982.

## Selectieprocedure
De Joegoslavische inzending werd gekozen via de nationale voorronde Jugovizija. De finale hiervan vond plaats op 12 maart 1982. In totaal deden er 16 liedjes mee in de nationale finale. De winnaar werd gekozen door 8 regionale jury's die punten volgens het Eurovisie-systeem mochten geven.

### Uitslag
| Volgorde | Lied                     | Artiest                | Punten | Plaats |
| -------- | ------------------------ | ---------------------- | ------ | ------ |
| 1        | Vikend tata, vikend mama | Novi Fosili            | 53     | 4de=   |
| 2        | Julija i Romeo           | Srebrna Krila          | 53     | 4de=   |
| 3        | Balerina                 | Makadam                | 34     | 7de    |
| 4        | Ne zaboravi me           | Seid Memić-Vajta       | 54     | 3de    |
| 5        | Kujtimi për ty           | Gazmend Pallaska       | 1      | 16de   |
| 6        | Molci, molci             | Marjana & Rosana Savić | 11     | 12de   |
| 7        | Halo, halo               | Aska                   | 60     | 1ste   |
| 8        | To se traži              | Indeksi                | 24     | 9de    |
| 9        | Poljubi me               | Srđan Marjanović       | 15     | 11de   |
| 10       | Irena                    | Oliver Antauer         | 9      | 13de   |
| 11       | Bregu ëndërtar           | Bedri Islami           | 2      | 15de   |
| 12       | Bistro                   | Hazard                 | 20     | 10de   |
| 13       | Ja te razumem            | Bata Nonin             | 3      | 14de   |
| 14       | Sve i svašta             | Kim                    | 32     | 8ste   |
| 15       | Julija                   | Maja Odžaklievska      | 57     | 2de    |
| 16       | Noc je stvorena za ples  | Sunceve Pege           | 36     | 6de    |

## In Harrogate
In Dublin moest Joegoslavië als 14de aantreden na Denemarken en voor Israël. Aan het einde van de puntentelling bleek Joegoslavië als 14de te zijn geëindigd met 21 punten.

### Gekregen punten

#### Finale
| 12 punten | 10 punten | 8 punten     | 7 punten | 6 punten          |
| --------- | --------- | ------------ | -------- | ----------------- |
| - Zweden  |           |              |          |                   |
| 5 punten  | 4 punten  | 3 punten     | 2 punten | 1 punt            |
|           | - Turkije | - Denemarken |          | - België - Cyprus |

### Punten gegeven door Joegoslavië

#### Finale
Punten gegeven in de finale:
| 12 punten | Duitsland           |
| 10 punten | Zwitserland         |
| 8 punten  | Ierland             |
| 7 punten  | België              |
| 6 punten  | Verenigd Koninkrijk |
| 5 punten  | Cyprus              |
| 4 punten  | Oostenrijk          |
| 3 punten  | Israël              |
| 2 punten  | Zweden              |
| 1 punt    | Spanje              |

1961 · 1962 · 1963 · 1964 · 1965 · 1966 · 1967 · 1968 · 1969 · 1970 · 1971 · 1972 · 1973 · 1974 · 1975 · 1976 · 1977-1980 · 1981 · 1982 · 1983 · 1984 · 1985 · 1986 · 1987 · 1988 · 1989 · 1990 · 1991 · 1992